# Sondages d'opinion sur l'indépendance de la Catalogne
 (juillet 2023).
Des sondages d'opinion sur l'indépendance de la Catalogne sont organisés en Catalogne depuis 2010. Depuis 2012, la question relative à l'organisation d'un référendum est également posée.

## Sondages d'opinion sur l'indépendance de la Catalogne

### Avant lesélections au Parlement de Catalogne du 25 novembre 2012
| Sondeur                | Date                    | Taille d'échantillon | Oui                | Non            | Autres/ Abst. | Question | Marge en (dé)faveur | Question posée |      |      |      |     |     |     |
| ---------------------- | ----------------------- | -------------------- | ------------------ | -------------- | ------------- | -------- | ------------------- | -------------- | ---- | ---- | ---- | --- | --- | --- |
| Sondeur                | Date                    | Taille d'échantillon | Noxa/La Vanguardia | 1–2 sept. 2010 | 800           | Question | Marge en (dé)faveur | Question posée | 40,0 | 45,0 | 10,0 | 5,0 | 5,0 | (1) |
| GESOP/CEO              | 2–17 juin 2011          | 2 500                | 42,9               | 28,2           | 23,8          | 5,2      | 14,7                | (2)            |      |      |      |     |     |     |
| GESOP/CEO              | 29 sept. – 13 oct. 2011 | 2 500                | 45,4               | 24,7           | 24,4          | 5,6      | 20,7                | (2)            |      |      |      |     |     |     |
| GESOP/ICPS             | 19 sept. – 27 oct. 2011 | 2 000                | 43,7               | 25,1           | 23,2          | 8,0      | 18,6                | (2)            |      |      |      |     |     |     |
| DYM/CEO                | 6–21 février 2012       | 2 500                | 44,6               | 24,7           | 25,2          | 5,5      | 19,9                | (2)            |      |      |      |     |     |     |
| DYM/CEO                | 4–18 juin 2012          | 2 500                | 51,1               | 21,1           | 22,1          | 5,8      | 30,0                | (2)            |      |      |      |     |     |     |
| Feedback/La Vanguardia | 21–27 sept. 2012        | 1 200                | 54,8               | 33,5           | —             | 10,2     | 21,3                | (3)            |      |      |      |     |     |     |
| Feedback/La Vanguardia | 8–11 oct. 2012          | 1 000                | 54,3               | 33,1           | —             | 10,1     | 21,2                | (3)            |      |      |      |     |     |     |
| Feedback/La Vanguardia | 22–26 oct. 2012         | 1 000                | 52,8               | 35,4           | —             | 9,7      | 17,4                | (3)            |      |      |      |     |     |     |
| DYM/CEO                | 22–30 oct 2012          | 2 500                | 57,0               | 20,5           | 14,9          | 7,7      | 36,5                | (2)            |      |      |      |     |     |     |
| Feedback/La Vanguardia | 6–9 nov. 2012           | 1 000                | 47,9               | 39,9           | —             | 10,2     | 8,0                 | (3)            |      |      |      |     |     |     |
| Feedback/La Vanguardia | 12–16 nov. 2012         | 1 000                | 47,5               | 40,2           | —             | 10,1     | 7,3                 | (3)            |      |      |      |     |     |     |

### Avant levote sur l'avenir politique de la Catalogne du 9 novembre 2014
| Sondeur                | Date                    | Taille d'échantillon | Oui        | Non                    | Autres/ Abst. | Question | Marge en (dé)faveur | Question posée |      |      |      |     |      |     |
| ---------------------- | ----------------------- | -------------------- | ---------- | ---------------------- | ------------- | -------- | ------------------- | -------------- | ---- | ---- | ---- | --- | ---- | --- |
| Sondeur                | Date                    | Taille d'échantillon | GESOP/ICPS | 27 nov. – 20 déc. 2012 | 1 200         | Question | Marge en (dé)faveur | Question posée | 49,2 | 29,2 | 15,1 | 6,5 | 20,0 | (2) |
| GESOP/El Periódico     | 14–16 janvier 2013      | 800                  | 56,9       | 35,0                   | —             | 8,2      | 21,9                | (4)            |      |      |      |     |      |     |
| GESOP/CEO              | 4–14 février 2013       | 2 000                | 54,7       | 20,7                   | 18,1          | 6,4      | 34,0                | (2)            |      |      |      |     |      |     |
| GESOP/El Periódico     | 28–31 mai 2013          | 800                  | 57,8       | 36,0                   | —             | 6,3      | 21,8                | (4)            |      |      |      |     |      |     |
| GESOP/CEO              | 31 mai – 13 juin 2013   | 2 000                | 55,6       | 23,4                   | 15,9          | 5,1      | 32,2                | (2)            |      |      |      |     |      |     |
| GESOP/ICPS             | 25 sept. – 10 oct. 2013 | 800                  | 48,6       | 25,2                   | 21,9          | 4,3      | 23,4                | (2)            |      |      |      |     |      |     |
| GESOP/El Periódico     | 16–18 oct. 2013         | 800                  | 53,3       | 41,5                   | —             | 5,3      | 11,8                | (4)            |      |      |      |     |      |     |
| GESOP/CEO              | 4–14 nov. 2013          | 2 000                | 54,7       | 22,1                   | 17,0          | 6,3      | 32,6                | (2)            |      |      |      |     |      |     |
| Feedback/La Vanguardia | 16–19 nov. 2013         | 1 000                | 44,9       | 45,0                   | —             | 10,1     | 0,1                 | (5)            |      |      |      |     |      |     |
| GESOP/El Periódico     | 12–13 déc. 2013         | 800                  | 44,1       | 36,2                   | —             | 19,7     | 7,9                 | (5)            |      |      |      |     |      |     |
| GESOP/El Periódico     | 26–28 février 2014      | 800                  | 46,1       | 36,3                   | —             | 17,6     | 9,8                 | (5)            |      |      |      |     |      |     |
| Opinòmetre/CEO         | 24 mars – 15 avril 2014 | 2 000                | 47,2       | 27,9                   | 12,4          | 12,6     | 19,3                | (5)            |      |      |      |     |      |     |
| Feedback/La Vanguardia | 30 avril – 8 mai 2014   | 577                  | 43,4       | 43,5                   | —             | 13,4     | 0,1                 | (5)            |      |      |      |     |      |     |
| Sigma Dos/El Mundo     | 26–29 août 2014         | ?                    | 34,0       | 39,5                   | —             | 19,2     | 5,5                 | (5)            |      |      |      |     |      |     |
| Opinòmetre/CEO         | 29 sept. – 23 oct. 2014 | 2 000                | 49,4       | 32,3                   | 8,4           | 10,0     | 17,1                | (5)            |      |      |      |     |      |     |
| GESOP/8tv              | 30 oct. 2014            | 1 600                | 46,2       | 38,0                   | —             | 15,8     | 8,2                 | (5)            |      |      |      |     |      |     |

### Avant lesélections au Parlement de Catalogne du 25 septembre 2015
| Sondeur                | Date                   | Taille d'échantillon | Oui                | Non             | Autres/ Abst. | Question | Marge en (dé)faveur | Question posée |      |      |     |      |     |     |
| ---------------------- | ---------------------- | -------------------- | ------------------ | --------------- | ------------- | -------- | ------------------- | -------------- | ---- | ---- | --- | ---- | --- | --- |
| Sondeur                | Date                   | Taille d'échantillon | Sigma Dos/El Mundo | 17–20 nov. 2014 | 1 000         | Question | Marge en (dé)faveur | Question posée | 35,7 | 44,7 | 9,6 | 10,0 | 9,0 | (5) |
| Feedback/La Vanguardia | 1–4 déc. 2014          | 1 000                | 47,4               | 42,9            | —             | 9,7      | 4,5                 | (6)            |      |      |     |      |     |     |
| GESOP/ICPS             | 12 nov. – 6 déc. 2014  | 1 200                | 49,9               | 27,4            | 18,8          | 4,1      | 22,5                | (2)            |      |      |     |      |     |     |
| DYM/CEO                | 9–13 déc. 2014         | 1 100                | 44,5               | 45,3            | —             | 10,3     | 0,8                 | (5)            |      |      |     |      |     |     |
| Opinòmetre/CEO         | 9 fév. – 2 mars 2015   | 2 000                | 44,1               | 48,0            | —             | 7,8      | 3,9                 | (5)            |      |      |     |      |     |     |
| Feedback/La Vanguardia | 27–29 avril 2015       | 1 000                | 43,7               | 47,9            | —             | 8,3      | 4,2                 | (6)            |      |      |     |      |     |     |
| Opinòmetre/CEO         | 2–24 juin 2015         | 2 000                | 42,9               | 50,0            | —             | 7,1      | 7,1                 | (5)            |      |      |     |      |     |     |
| Feedback/La Vanguardia | 6–9 juillet 2015       | 1 000                | 44,5               | 48,4            | —             | 7,1      | 3,9                 | (6)            |      |      |     |      |     |     |
| Sigma Dos/El Mundo,    | 31 août – 3 sept. 2015 | 1 400                | 44,4               | 46,2            | —             | 9,4      | 1,8                 | (7)            |      |      |     |      |     |     |
| DYM/El Confidencial    | 14–16 sept. 2015       | 1 157                | 50,0               | 42,0            | —             | 8,0      | 8,0                 | (8)            |      |      |     |      |     |     |
| Metroscopia/El País    | 14–16 sept. 2015       | 2 000                | 45,0               | 46,0            | —             | 9,0      | 1,0                 | (9)            |      |      |     |      |     |     |
| Feedback/La Vanguardia | 14–17 sept. 2015       | 1 000                | 45,2               | 45,9            | —             | 8,9      | 0,7                 | (10)           |      |      |     |      |     |     |

### Avant leréférendum sur l'indépendance de la Catalogne du1eroctobre 2017
Les sondeurs ont généralement commencé à utiliser la question référendaire proposée (« Voulez-vous que la Catalogne soit un État indépendant sous la forme d'une république ? ») après que cette question soit connue au début de juin 2017.
Le Centre des études d'opinion (ca) (CEO) de la Généralité de Catalogne a interrogé les sondés sur leurs intentions plutôt que de leur poser directement la question référendaire. Dans son sondage de mars 2017, en plus de demander aux sondés s'ils souhaitaient que la Catalogne devienne un État indépendant, le CEO a leur demande leur intention en cas de référendum organisé par la Généralité sans l'accord du gouvernement espagnol. Dans un sondage de juillet 2017, une question similaire est proposée, en précisant la perspective du référendum du 1er octobre.
| Sondeur                  | Date                      | Taille d'échantillon | Oui            | Non            | Autres/ Abst. | Question | Marge en (dé)faveur | Question posée |      |      |   |     |     |     |
| ------------------------ | ------------------------- | -------------------- | -------------- | -------------- | ------------- | -------- | ------------------- | -------------- | ---- | ---- | - | --- | --- | --- |
| Sondeur                  | Date                      | Taille d'échantillon | Opinòmetre/CEO | 5–27 oct. 2015 | 2 000         | Question | Marge en (dé)faveur | Question posée | 46,7 | 47,8 | — | 5,6 | 1,1 | (5) |
| GESOP/CEO                | 16–23 nov. 2015           | 1 050                | 46,6           | 48,2           | —             | 5,2      | 1,6                 | (5)            |      |      |   |     |     |     |
| Feedback/La Vanguardia   | 20–27 nov. 2015           | 1 000                | 45,5           | 48,7           | —             | 5,2      | 3,2                 | (10)           |      |      |   |     |     |     |
| DYM/El Confidencial      | 30 nov. – 3 déc. 2015     | 504                  | 37,0           | 54,0           | —             | 9,0      | 17,0                | (8)            |      |      |   |     |     |     |
| NC Report/La Razón,      | 28–31 déc. 2015           | 1 255                | 44,1           | 49,7           | —             | 6,2      | 5,6                 | (11)           |      |      |   |     |     |     |
| Opinòmetre/CEO           | 22 fév. – 8 mars 2016     | 1 500                | 45,3           | 45,5           | —             | 9,2      | 0,2                 | (5)            |      |      |   |     |     |     |
| GAD3/La Vanguardia       | 13–16 juin 2016           | 800                  | 48,4           | 35,3           | 7,7           | 8,6      | 13,1                | (12)           |      |      |   |     |     |     |
| Opinòmetre/CEO           | 28 juin – 13 juillet 2016 | 1 500                | 47,7           | 42,4           | —             | 10,0     | 5,3                 | (5)            |      |      |   |     |     |     |
| NC Report/La Razón       | 2–6 août 2016             | 1 255                | 41,3           | 43,2           | —             | 15,5     | 1,9                 | (14)           |      |      |   |     |     |     |
| GESOP/ICPS               | 26 sept. – 17 oct. 2016   | 1 200                | 46,6           | 33,8           | 15,0          | 4,7      | 10,2                | (2)            |      |      |   |     |     |     |
| Opinòmetre/CEO           | 17 oct. – 3 nov. 2016     | 1 500                | 44,9           | 45,1           | —             | 9,9      | 0,2                 | (5)            |      |      |   |     |     |     |
| GESOP/El Periódico       | 12–14 déc. 2016           | 800                  | 48,9           | 40,3           | 2,4           | 8,5      | 8,6                 | (15)           |      |      |   |     |     |     |
| DYM/CEO                  | 12–17 déc. 2016           | 1 047                | 45,3           | 46,8           | —             | 7,8      | 1,5                 | (5)            |      |      |   |     |     |     |
| NC Report/La Razón,      | 16–23 déc. 2016           | 1 000                | 44,8           | 47,2           | —             | 8,0      | 2,4                 | (16)           |      |      |   |     |     |     |
| GAD3/La Vanguardia       | 2–5 janvier 2017          | 601                  | 42,3           | 41,9           | 5,9           | 9,9      | 0,4                 | (12)           |      |      |   |     |     |     |
| GESOP/CEO                | 6–21 mars 2017            | 1 500                | 43,3           | 22,2           | 28,6          | 5,9      | 21,1                | (17)           |      |      |   |     |     |     |
| GESOP/CEO                | 6–21 mars 2017            | 1 500                | 44,3           | 48,5           | —             | 7,2      | 4,2                 | (5)            |      |      |   |     |     |     |
| Opinòmetre/Ara           | 12-15 juin 2017           | 1 000                | 67             | 19             |               | 14       | 48                  | (18)*          |      |      |   |     |     |     |
| GAD3/La Vanguardia       | 23-29 juin 2017           | ?                    | 42             | 37,6           |               |          | 4,4                 | (18)           |      |      |   |     |     |     |
| GESOP/CEO                | 26 juin - 11 juillet 2017 | 1 500                | 39             | 23,47          | 23,06         | 14,47    | 15,53               | (18)           |      |      |   |     |     |     |
| Opinòmetre/Ara           | 17-20 juillet 2017        | 1 000                | 41,6           | 18             | 27            | 13,4     | 23,6                | (18)           |      |      |   |     |     |     |
| SocioMétrica/El Español  | 5 sept. 2017              | 1 500                | 72             | 28             | -             | -        | 44                  | (18)*          |      |      |   |     |     |     |
| Opinòmetre/Ara           | 16 sept. 2017             | 1 000                | 44,1           | 38,1           | 3,9           | 13,9     | 6                   | (18)           |      |      |   |     |     |     |
| Celeste-tel/El diario.es | 12-15 sept. 2017          | 800                  | 59,5           | 30,7           | 5,4           | 4,4      | 28,8                | (18)           |      |      |   |     |     |     |
| The National             | 30 sept. 2017             | 3 300                | 83             | 16             | 2             |          | 67                  | (18)           |      |      |   |     |     |     |

* : parmi ceux qui se disent certains d'aller voter.

### Liste des questions posées et de leur traduction
| n°   | Traductions |
| ---- | --- |
| (1)  | Si demain était organisé un référendum sur l'indépendance de la Catalogne, que voteriez-vous ?                                         |
| (2)  | Si demain se tenait un référendum sur l'indépendance de la Catalogne, que feriez-vous ?                                                |
| (3)  | Si était organisé un référendum sur l'indépendance de la Catalogne, que voteriez-vous ?                                                |
| (4)  | Seriez-vous d'accord pour que la Catalogne se sépare de l'Espagne et devienne un nouvel État au sein de l'UE ?                         |
| (5)  | Voulez-vous que la Catalogne devienne un État indépendant ?                                                                            |
| (6)  | Si était organisé un référendum sur l'indépendance de la Catalogne, quel serait votre vote ?                                           |
| (7)  | Soutenez-vous l'indépendance de la Catalogne ?                                                                                         |
| (8)  | Croyez-vous que la Catalogne devrait se séparer de l'Espagne et devenir un État indépendant ?                                          |
| (9)  | Si un référendum négocié et totalement légal était organisé, quel serait votre vote ?                                                  |
| (10) | Si était organisé un référendum légal, voteriez-vous en faveur ou contre le fait que la Catalogne devienne un État indépendant ?       |
| (11) | Êtes-vous en faveur de l'indépendance de la Catalogne ?                                                                                |
| (12) | Si un référendum légal est organisé sur l'indépendance de la Catalogne, que croyez-vous que serait votre vote ?                        |
| (13) | Si était organisé un référendum légal sur l'indépendance de la Catalogne, que croyez-vous que serait votre vote ?                      |
| (14) | Vous déclarez-vous indépendantiste ?                                                                                                   |
| (15) | Si vous alliez voter, voteriez-vous oui ou non à l'indépendance ?                                                                      |
| (16) | Que voteriez-vous à un référendum sur l'indépendance de la Catalogne ?                                                                 |
| (17) | Si demain un référendum sur l'indépendance de la Catalogne était organisé par la Généralité sans l'accord de l'État, que feriez-vous ? |
| (18) | Voulez-vous que la Catalogne devienne un État indépendant sous forme d'une République ?                                                |

## Sondages d'opinion sur la question de savoir si un référendum devrait avoir lieu
| Enquêteur              | Date                  | Taille d'échantillon | Oui                    | Non              | Question | Remarques                                                              |       |      |      |     |  |
| ---------------------- | --------------------- | -------------------- | ---------------------- | ---------------- | -------- | ---------------------------------------------------------------------- | ----- | ---- | ---- | --- |  |
| Enquêteur              | Date                  | Taille d'échantillon | Feedback/La Vanguardia | 21–27 sept. 2012 | Question | Remarques                                                              | 1 200 | 83,9 | 14,9 | 1,2 |  |
| Feedback/La Vanguardia | 8–11 oct. 2012        | 1 000                | 81,7                   | 17,6             | 0,7      |                                                                        |       |      |      |     |  |
| Feedback/La Vanguardia | 22–26 oct. 2012       | 1 000                | 81,5                   | 17,5             | 1,0      |                                                                        |       |      |      |     |  |
| Feedback/La Vanguardia | 6–9 nov. 2012         | 1 000                | 73,6                   | 24,0             | 2,4      |                                                                        |       |      |      |     |  |
| Feedback/La Vanguardia | 12–16 nov. 2012       | 1 000                | 73,4                   | 24,1             | 2,5      |                                                                        |       |      |      |     |  |
| GESOP/El Periódico     | 14–16 jan. 2013       | 800                  | 62,9                   | 30,5             | 6,6      | Sur le fait d'organiser un référendum même avec l'opposition de l'État |       |      |      |     |  |
| GESOP/El Periódico     | 28–31 mai 2013        | 800                  | 75,1                   | 20,8             | 4,2      | Sur le gouvernement de l'Espagne autorisant un référendum              |       |      |      |     |  |
| GESOP/El Periódico     | 28–31 mai 2013        | 800                  | 69,6                   | 25,8             | 2,3      | Sur le fait d'organiser un référendum                                  |       |      |      |     |  |
| Feedback/La Vanguardia | 16–19 nov. 2013       | 1 000                | 73,5                   | 23,6             | 2,9      |                                                                        |       |      |      |     |  |
| GESOP/El Periódico     | 12–13 déc. 2013       | 800                  | 73,6                   | 20,0             | 6,4      | Sur l'État autorisant le vote de 2014                                  |       |      |      |     |  |
| Feedback/La Vanguardia | 30 avr. – 8 mai 2014  | 577                  | 74,0                   | 24,6             | 1,4      |                                                                        |       |      |      |     |  |
| NC Report/La Razón     | 13–15 nov. 2014       | ?                    | 54,3                   | 39,9             | 5,8      | Sur un référendum légal                                                |       |      |      |     |  |
| Feedback/La Vanguardia | 1–4 déc. 2014         | 1 000                | 83,9                   | 14,5             | 1,6      |                                                                        |       |      |      |     |  |
| Feedback/La Vanguardia | 27–29 avril 2015      | 1 000                | 79,1                   | 19,4             | 1,5      |                                                                        |       |      |      |     |  |
| Feedback/La Vanguardia | 6–9 juil. 2015        | 1 000                | 79,8                   | 19,4             | 0,8      |                                                                        |       |      |      |     |  |
| Feedback/La Vanguardia | 14–17 sept. 2015      | 1 000                | 79,2                   | 18,6             | 2,2      |                                                                        |       |      |      |     |  |
| Feedback/La Vanguardia | 20–27 nov. 2015       | 1 000                | 78,8                   | 19,9             | 1,3      |                                                                        |       |      |      |     |  |
| DYM/El Confidencial    | 30 nov. – 3 déc. 2015 | 504                  | 69,0                   | 26,0             | 5,0      | Sur le besoin d'organiser un référendum                                |       |      |      |     |  |
| GAD3/La Vanguardia     | 13–16 juin 2016       | 800                  | 75,7                   | 20,6             | 3,7      |                                                                        |       |      |      |     |  |
| NC Report/La Razón     | 2–6 août 2016         | 1 255                | 52,0                   | 35,1             | 12,9     | Sur un référendum légal                                                |       |      |      |     |  |
| GESOP/El Periódico     | 12–14 déc. 2016       | 800                  | 84,6                   | 13,8             | 1,6      |                                                                        |       |      |      |     |  |
| GESOP/El Periódico     | 12–14 déc. 2016       | 800                  | 49,6                   | 48,8             | 1,6      | Sur le fait d'organiser un référendum sans base légale                 |       |      |      |     |  |
| NC Report/La Razón,    | 16–23 déc. 2016       | 1 000                | 51,1                   | 40,7             | 8,2      | Sur le fait d'organiser une consultation comme celle de 2014           |       |      |      |     |  |
| GAD3/La Vanguardia     | 13–16 juin 2016       | 800                  | 76,6                   | 19,7             | 3,6      |                                                                        |       |      |      |     |  |
| GESOP/El Periódico     | 19–22 fév. 2017       | ?                    | 71,9                   | 26,1             | 2,0      | Sur l'État autorisant un référendum                                    |       |      |      |     |  |
| Opinòmetre/Ara         | 17–20 juil. 2017      | 1 000                | 67                     | 26,3             | 6,6      |                                                                        |       |      |      |     |  |
| Metroscopia/El País    | 18–21 sept. 2017      | 2 200                | 82                     | 16               | 2        | Sur un référendum légal en tant que meilleure solution                 |       |      |      |     |  |